# Lovenella producta
Lovenella producta är en nässeldjursart som först beskrevs av Sars 1873.  Lovenella producta ingår i släktet Lovenella och familjen Lovenellidae. Arten är reproducerande i Sverige. Inga underarter finns listade i Catalogue of Life.